# Acacia acradenia
Acacia acradenia är en ärtväxtart som beskrevs av Ferdinand von Mueller. Acacia acradenia ingår i släktet akacior, och familjen ärtväxter. Inga underarter finns listade i Catalogue of Life.